# Kobi Shabtai
Yaakov "Kobi" Shabtai (en hebreo: עקב (קובי) שבתא‎) (Ascalón, 11 de noviembre de 1964) es un oficial de policía israelí que ejerció como el 19º y actual Comisionado de la Policía de Israel entre 2021 y 2024. Anteriormente, fue Comandante de la Policía de Fronteras.

## Biografía
Kobi Shabtai nació el 11 de noviembre de 1964 en Ascalón (Israel), hijo de inmigrantes judíos iraquíes. Está casado y tiene tres hijas, una de las cuales es patrullera de la policía y otra se alistó en la Policía de Fronteras de Israel para realizar el servicio nacional.

## Carrera profesional
Shabtai se alistó en el 202 Batallón de la Brigada de Paracaidistas en 1982. Fue licenciado en 1987 al final de su servicio con el rango de "Seren" (capitán).
Shabtai se incorporó a la Policía de Fronteras de Israel en 1991.
En julio de 2020, Shabtai fue diagnosticado con coronavirus.

### Comisionado de la Policía de Israel
Shabtai fue nombrado Comisionado de la Policía de Israel el 17 de enero de 2021, sucediendo a Motti Cohen.
El 25 de abril de 2021, Shabtai ordenó retirar las barricadas que impedían el acceso a la Puerta de Damasco, en Jerusalén Este, tras violentas protestas.
Tras la estampida en el monte Merón en 2021, Shabtai dijo que no permitiría que la policía fuera el chivo expiatorio del incidente.
En una grabación filtrada de una conversación con el ministro de Seguridad Nacional, Itamar Ben-Gvir, Shabtai dijo: "No podemos hacer nada. Se asesinan unos a otros. Está en su naturaleza. Esa es la mentalidad de los árabes", por lo que destacados políticos árabes israelíes pidieron su destitución por racismo antiárabe.
En el curso de la guerra Israel-Gaza, tras una manifestación en apoyo de Gaza en Haifa, Kobi Shabtai amenazó con enviar a los manifestantes pacifistas a la Franja de Gaza en autobuses. El estallido de la guerra dio lugar a que se formara un gobierno de unidad nacional y un gabinete propio de guerra. El Ejecutivo decidió extender el mandato de los funcionarios israelíes salientes en vista de la situación de gravedad extrema del país. No obstante, el ministro de Seguridad Nacional, Itamar Ben-Gvir, puso en duda la continuidad del mandato de Shabtai. Sin embargo, en enero de 2024 se le pidió finalmente a Shabtai que alargara su puesto como Comisionado de la Policía hasta el 17 de julio de 2024. Le sucedió Avshalom Peled.